# Take Me Out
Take Me Out – singel szkockiej grupy Franz Ferdinand z ich debiutanckiego albumu Franz Ferdinand. Został wydany 12 stycznia 2004 roku nakładem wytwórni Domino Records.

## Lista utworów
Australijski CD
1. „Take Me Out”
2. „Shopping for Blood”
3. „Truck Stop”
4. „Take Me Out” (Naoum Gabo Re-version)

Europejski CD
1. „Take Me Out”
2. „The Dark of the Matinée”
3. „Michael”

Francuski 12"
1. „Take Me Out” (Daft Punk remix)
2. „Take Me Out” (album version)
3. „Take Me Out” (Naoum Gabo remix)

Francuski CD
1. „Take Me Out” (Daft Punk remix)
2. „Take Me Out” (album version)
3. „Take Me Out” (Naoum Gabo remix)

Brytyjski 7"
1. „Take Me Out”
2. „Truck Stop”

Brytyjski 12"
1. „Take Me Out”
2. „Take Me Out” (Morgan Geist Re-Version)

Brytyjski 12"
1. „Take Me Out”
2. „Take Me Out” (Morgan Geist Re-Version)
3. „Take Me Out” (Naoum Gabo Re-Version)
4. „Take Me Out” (instrumental)

Brytyjski CD
1. „Take Me Out”
2. „All for You, Sophia”
3. „Words So Leisured”

Brytyjski DVD
1. „Take Me Out” (video)
2. „Take Me Out” (video na żywo)
3. „Wywiad z zespołem” (video)
4. Gallery with Shopping For Blood live audio